# 阿尔特里希
阿尔特里希是德国莱茵兰-普法尔茨州的一个市镇。总面积16.25平方公里，总人口1541人，其中男性755人，女性786人（2011年12月31日），人口密度95人/平方公里。